# Restigouche-Ouest
Circonscription électorale provinciale du Canada
Restigouche-Ouest ((en) Restigouche West) est une circonscription électorale provinciale du Nouveau-Brunswick représentée à l'Assemblée législative de 1974 à 2006 et depuis 2014.

## Géographie
La circonscription comprend :
- les villes de Saint-Quentin ;
- les villages de Saint-Jean-Baptiste-de-Restigouche, Menneval, Atholville, Flatlands, Tide Head, Mann Mountain, Blair-Athol, Balmoral–Saint-Maure et de Balmoral ;
- les communautés de Kedgwick, Kedgwick River, Val-d'Amours, Glencoe, Saint-Arthur, Dundee ;
- les hameaux de Glen Levit, Upsalquitch et de Squaw Cap ;
- la communauté amérindienne d'Eel River 3.

## Liste des députés
| Législature                                                                                                   | Années        | Député | Député           | Parti                     |
| --- | ------------- | ------ | ---------------- | ------------------------- |
| Restigouche-Ouest Circonscription issue de Restigouche                                                        |               |        |                  |                           |
| 48e | 1974-1978     |        | Alfred Roussel   | Libéral                   |
| 49e | 1978-1982     |        | Alfred Roussel   | Libéral                   |
| 50e | 1982-1987     |        | Yvon Poitras     | Progressiste-conservateur |
| 51e | 1987-1991     |        | Jean-Paul Savoie | Libéral                   |
| 52e | 1991-1995     |        | Jean-Paul Savoie | Libéral                   |
| 53e | 1995-1999     |        | Jean-Paul Savoie | Libéral                   |
| 54e | 1999-2003     |        | Benoît Cyr       | Progressiste-conservateur |
| 55e | 2003-2006     |        | Burt Paulin      | Libéral                   |
| Circonscription dissoute dans Restigouche-La-Vallée, Campbellton et Dalhousie-Restigouche-Est                 |               |        |                  |                           |
| Circonscription recréée de Restigouche-La-Vallée, Campbellton—Restigouche-Centre et Dalhousie-Restigouche-Est |               |        |                  |                           |
| 58e | 2014-2018     |        | Gilles LePage    | Libéral                   |
| 59e | 2018-2020     |        | Gilles LePage    | Libéral                   |
| 60e | 2020-2024     |        | Gilles LePage    | Libéral                   |
| 61e | 2024-en cours |        | Gilles LePage    | Libéral                   |